# Liste des sénateurs des États-Unis pour le Minnesota
Cet article dresse la liste des membres du Sénat des États-Unis élus de l'État du Minnesota depuis son admission dans l'Union le 11 mai 1858.

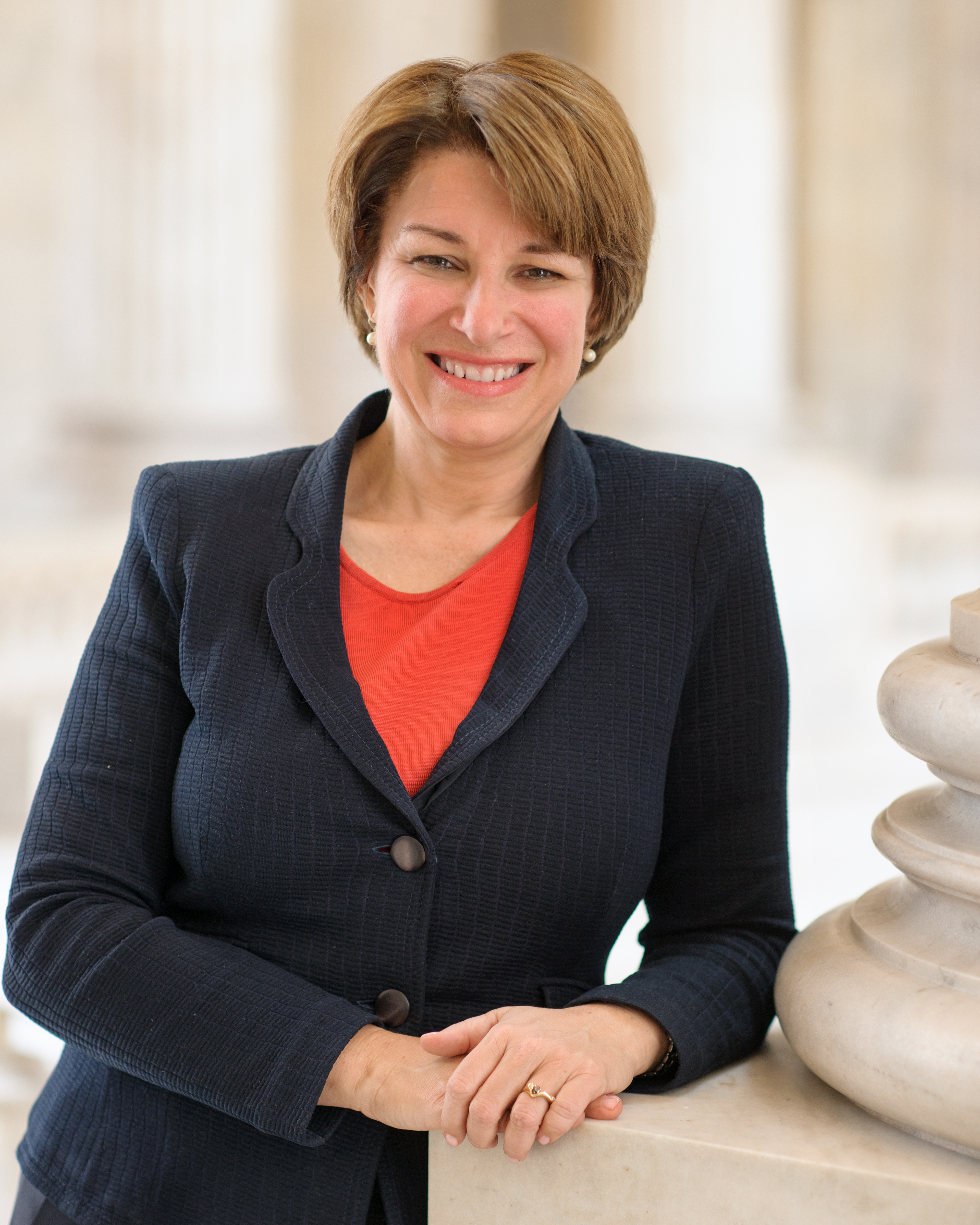
Amy Klobuchar (D), sénatrice depuis 2007.
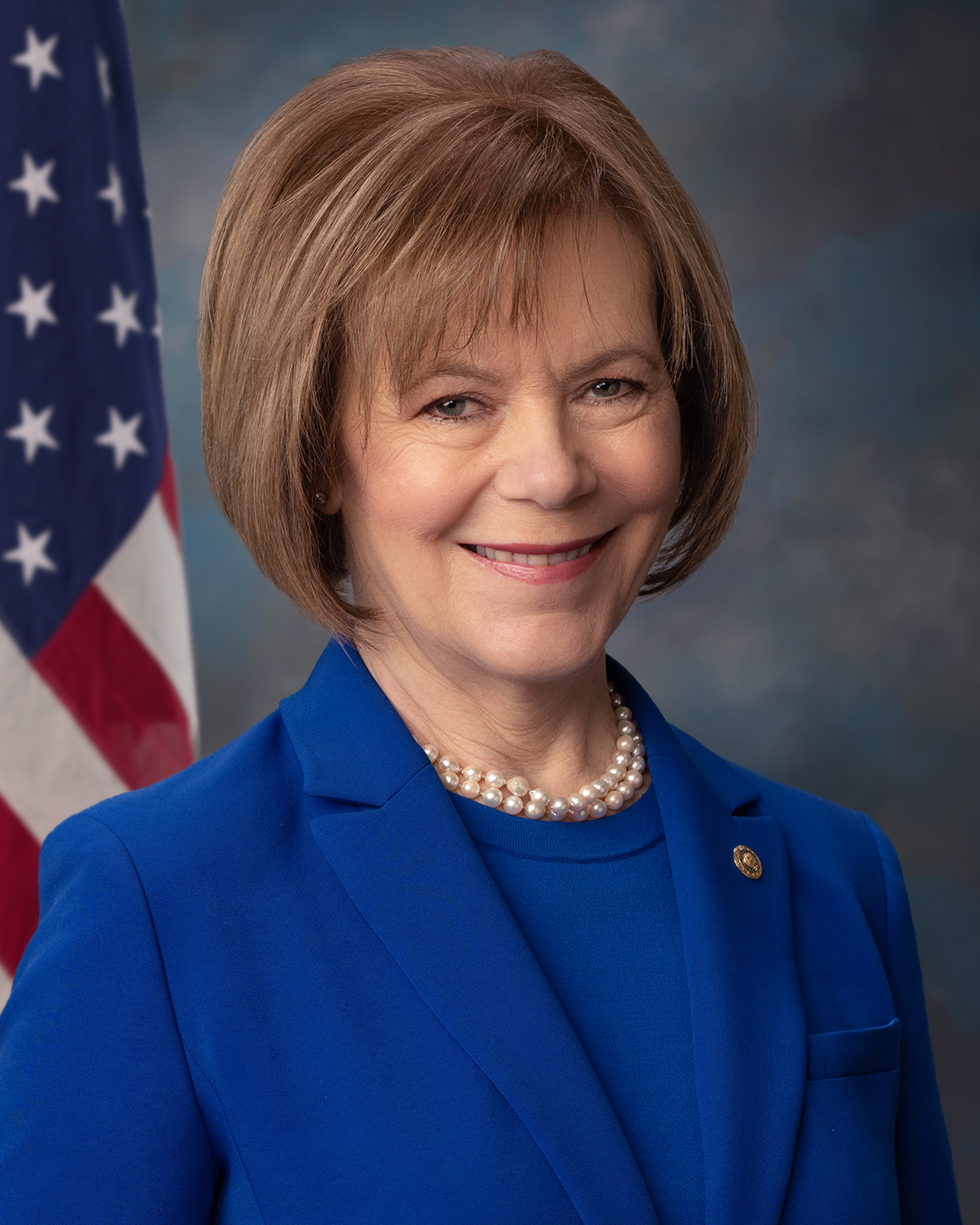
Tina Smith (D), sénatrice depuis 2018.

## ClasseI
| Sénateur               | Sénateur    | Parti Politique          | Début du mandat | Fin du mandat      | Situation                                             | Notes |
| ---------------------- | ----------- | ------------------------ | --------------- | ------------------ | ----------------------------------------------------- | --- |
| Henry Mower Rice       |             | Démocrate                | 11 mai 1858     | 4 mars 1863        | ne se représente pas                                  | |
| Alexander Ramsey       |             | Républicain              | 4 mars 1863     | 4 mars 1875        |                                                       | Secrétaire à la Guerre des États-Unis (1879–1881) Gouverneur du Minnesota (1860–1863) Gouverneur territoriale du Minnesota (1849–1853) |
| Samuel J. R. McMillan  |             | Républicain              | 4 mars 1875     | 4 mars 1887        | ne se représente pas                                  | Chief Justice (président) de la Cour suprême du Minnesota (1874–1875)                                                                  |
| Cushman K. Davis       |             | Républicain              | 4 mars 1887     | 27 novembre 1900   | meurt en fonction                                     | Gouverneur du Minnesota (1874–1875) |
| Charles A. Towne       |             | Démocrate                | 5 décembre 1900 | 23 janvier 1901    | nommé au sénat par le gouverneur                      | |
| Moses E. Clapp         |             | Républicain              | 23 janvier 1901 | 4 mars 1917        | Échoue à obtenir une nouvelle nomination de son parti | Attorney général du Minnesota (1887–1893)                                                                                              |
| Frank Billings Kellogg |             | Républicain              | 4 mars 1917     | 4 mars 1923        | Perd sa réélection                                    | Secrétaire d'État des États-Unis (1925–1929) Ambassadeur des États-Unis au Royaume-Uni (1923–1925)                                     |
| Henrik Shipstead       |             | Farmer-Labor             | 4 mars 1923     | 3 janvier 1947     | Échoue à obtenir une nouvelle nomination de son parti | |
| Henrik Shipstead       | Républicain |                          | 4 mars 1923     | 3 janvier 1947     | Échoue à obtenir une nouvelle nomination de son parti | |
| Edward John Thye       |             | Républicain              | 3 janvier 1947  | 3 janvier 1959     | Perd sa réélection                                    | Gouverneur du Minnesota (1943–1947) Lieutenant-gouverneur du Minnesota (1943)                                                          |
| Eugene McCarthy        |             | Démocrate-paysan-ouvrier | 3 janvier 1959  | 3 janvier 1971     | ne se représente pas                                  | |
| Hubert Humphrey        |             | Démocrate-paysan-ouvrier | 3 janvier 1971  | 13 janvier 1978    | meurt en fonction                                     | Vice-président des États-Unis (1965–1969)                                                                                              |
| Muriel Humphrey        |             | Démocrate-paysan-ouvrier | 25 janvier 1978 | 7 novembre 1978    | ne se représente pas                                  | |
| David Durenberger      |             | Republicain              | 7 novembre 1978 | 3 janvier 1995     | ne se représente pas                                  | Censuré |
| Rod Grams              |             | Republicain              | 3 janvier 1995  | 3 janvier 2001     | Perd sa réélection                                    | |
| Mark Dayton            |             | Démocrate-paysan-ouvrier | 3 janvier 2001  | 3 janvier 2007     | ne se représente pas                                  | |
| Amy Klobuchar          |             | Démocrate-paysan-ouvrier | 3 janvier 2007  | en cours de mandat |                                                       | |

## ClasseII
| Senator             | Senator | Party                    | Took office      | Left office        | Reason                                                  | Notes |
| ------------------- | ------- | ------------------------ | ---------------- | ------------------ | ------------------------------------------------------- | --- |
| James Shields       |         | Démocrate                | 11 mai 1858      | 4 mars 1859        | Perd sa réélection                                      | Également sénateur du Missouri et de l'Illinois                                                                                    |
| Morton S. Wilkinson |         | Républicain              | 4 mars 1859      | 4 mars 1865        | Perd sa réélection                                      | |
| Daniel S. Norton    |         | Républicain              | 4 mars 1865      | 13 juillet 1870    | Meurt pendant son mandat                                | |
| William Windom      |         | Républicain              | 15 juillet 1870  | 22 janvier 1871    | Nommé sénateur                                          | Secrétaire du Trésor des États-Unis (1881; 1889–1891)                                                                              |
| Ozora P. Stearns    |         | Républicain              | 23 janvier 1871  | 4 mars 1871        | Ne se représente pas                                    | |
| William Windom      |         | Républicain              | 4 mars 1871      | 7 mars 1881        | Ne se représente pas                                    | Secrétaire du Trésor des États-Unis (1881; 1889–1891)                                                                              |
| Alonzo J. Edgerton  |         | Républicain              | 12 mars 1881     | 30 octobre 1881    | Nommé sénateur                                          | |
| William Windom      |         | Républicain              | 15 novembre 1881 | 4 mars 1883        | Perd sa réélection                                      | Secrétaire du Trésor des États-Unis (1881; 1889–1891)                                                                              |
| Dwight M. Sabin     |         | Républicain              | 4 mars 1883      | 4 mars 1889        | Échoue à obtenir une nouvelle nomination de son parti   | |
| William D. Washburn |         | Républicain              | 4 mars 1889      | 4 mars 1895        | Perd sa réélection                                      | |
| Knute Nelson        |         | Républicain              | 4 mars 1895      | 28 avril 1923      | Meurt en fonction                                       | Gouverneur du Minnesota (1893–1895)                                                                                                |
| Magnus Johnson      |         | Farmer-Labor             | 16 juillet 1923  | 4 mars 1925        | Perd sa réélection                                      | |
| Thomas D. Schall    |         | Republicain              | 4 mars 1925      | 22 décembre 1935   | Meurt en fonction                                       | |
| Elmer A. Benson     |         | Farmer-Labor             | 27 mars 1935     | 3 novembre 1936    | Ne se représente pas                                    | Gouverneur du Minnesota (1937–1939)                                                                                                |
| Guy V. Howard       |         | Républicain              | 4 novembre 1936  | 3 janvier 1937     | Ne se représente pas                                    | |
| Ernest Lundeen      |         | Farmer-Labor             | 3 janvier 1937   | 31 août 1940       | Meurt en fonction                                       | |
| Joseph H. Ball      |         | Républicain              | 14 octobre 1940  | 3 novembre 1942    | Nommé sénateur                                          | |
| Arthur E. Nelson    |         | Républicain              | 18 novembre 1942 | 3 janvier 1943     | Ne se représente pas                                    | |
| Joseph H. Ball      |         | Républicain              | 3 janvier 1943   | 3 janvier 1949     | Perd sa réélection                                      | |
| Hubert Humphrey     |         | Démocrate-paysan-ouvrier | 3 janvier 1949   | 29 décembre 1964   | Ne se représente pas                                    | Vice-président des États-Unis (1965–1969)                                                                                          |
| Walter Mondale      |         | Démocrate-paysan-ouvrier | 30 décembre 1964 | 30 décembre 1976   | Ne se représente pas                                    | Vice-président des États-Unis (1977–1981) Ambassadeur des États-Unis au Japon (1993–1996) Attorney General du Minnesota(1960–1964) |
| Wendell Anderson    |         | Démocrate-paysan-ouvrier | 30 décembre 1976 | 29 décembre 1978   | Ne se représente pas                                    | Gouverneur du Minnesota (1971–1976)                                                                                                |
| Rudy Boschwitz      |         | Republicain              | 30 décembre 1978 | 3 janvier 1991     | Perd sa réélection                                      | |
| Paul Wellstone      |         | Démocrate-paysan-ouvrier | 3 janvier 1991   | 25 octobre 2002    | Meurt en fonction                                       | |
| Dean Barkley        |         | Independence             | 12 novembre 2002 | 3 janvier 2003     | Nommé sénateur                                          | |
| Norm Coleman        |         | Republicain              | 3 janvier 2003   | 3 janvier 2009     | Perd sa réélection                                      | |
| Al Franken          |         | Démocrate-paysan-ouvrier | 7 juillet 2009   | 2 janvier 2018     | Démission à la suite d'accusation de harcèlement sexuel | |
| Tina Smith          |         | Démocrate-paysan-ouvrier | 3 janvier 2018   | en cours de mandat |                                                         | |

## Anciens sénateurs toujours en vie
- Walter Mondale (démocrate), né le 5 janvier 1928 (97 ans) ;
- Rudy Boschwitz (républicain), né le 7 novembre 1930 (94 ans) ;
- Wendell Anderson (démocrate), né le 1er février 1933 (92 ans) ;
- David Durenberger (républicain), né le 19 août 1934 (90 ans) ;
- Mark Dayton (démocrate), né le 26 janvier 1947 (78 ans) ;
- Rod Grams (républicain), né le 4 février 1948 (77 ans) ;
- Norm Coleman (républicain), né le 18 août 1949 (75 ans) ;
- Dean Barkley (IPM), né le 31 août 1950 (74 ans).